# Gåsörsbukten
Gåsörsbukten är en bukt i Finland. Den ligger i Hangö i landskapet Nyland, i den södra delen av landet, 120 km väster om huvudstaden Helsingfors.